# Gilberto Gomes Junior
Gilberto Geraldo dos Santos Gomes Junior (nascido em 5 de agosto de 1993, em Guaratinguetá, São Paulo, Brasil) é um engenheiro de dados brasileiro com experiência em inteligência artificial e fundador da plataforma pluc.ai, criada em 2024. Ele iniciou sua trajetória na programação desde cedo e participou de diversas competições relacionadas à área.

## Início da Vida e Educação
Filho de Gilberto Geraldo dos Santos Gomes, Gilberto Junior começou a programar de forma autodidata aos 13 anos. Aos 15 anos, venceu a Olimpíada de Programação organizada pela ETEC, sendo campeão estadual em São Paulo.
Aos 17 anos, ingressou na Faculdade de Tecnologia de Guaratinguetá (FATEC), tornando-se o aluno mais jovem de sua turma. Posteriormente, na Espanha, concluiu um mestrado em Inteligência Artificial, com foco em programação.

### Contribuições na Internet
Aos 14 anos, Gilberto Junior desenvolveu e lançou sites como MaggotWap.com e ChatGuara.com. O MaggotWap.com teve uma ampla audiência, especialmente em países da África, como Moçambique e Angola, além da Indonésia. Essas plataformas demonstraram seu interesse em desenvolvimento web e sua capacidade de criar soluções populares.

### Participação em Competições de Programação
Aos 18 anos, venceu as competições regionais de uma olimpíada de programação organizada pela FATEC, consolidando sua participação em eventos da área.

### Reconhecimento
Durante os anos 2000, Gilberto Junior foi mencionado em comunidades online como um jovem talentoso na programação. Suas contribuições destacaram seu potencial no desenvolvimento de soluções digitais.

### Carreira Atual
Atualmente, Gilberto Junior atua como engenheiro de dados na Espanha. Em 2024, fundou a pluc.ai, uma plataforma de inteligência artificial voltada para o ensino de inglês, utilizada por jovens brasileiros para aprimorar suas habilidades linguísticas. Ele também publicou trabalhos e obteve certificações na área de tecnologia.

## Vida Pessoal
Gilberto Junior é casado e vive na Espanha, onde continua sua atuação no campo da tecnologia e inteligência artificial.